# Абрамов, Валентин Георгиевич
Валентин Георгиевич Абрамов (1927 — ?) — ведущий конструктор отдела Ленинградского ОКБ станкостроения, лауреат Государственной премии СССР 1970 года.
После окончания Ленинградского индустриального техникума (1948) работал на Ленинградском станкостроительном заводе.
С 1954 года ведущий конструктор отдела ОКБ станкостроения.
Входил в состав группы (А. И. Кирьянов, В. Г. Абрамов, И. В. Гуткин, А. С. Егудкин, А. С. Алимпиев, Г. Б. Пауков, В. А. Панов, В. Г. Дурыгин), разработавшей конструкцию тяжелых координатно-расточных станков. Были использованы новые технические идеи, что позволило создать станки особо высокой точности. Станки «2В460» и «2А470» экспортировались в 15 стран, в том числе в Англию, Италию, ФРГ, Японию и Швецию.
Лауреат Государственной премии СССР 1970 года (в составе авторского коллектива) — за создание тяжёлых координатно-расточных станков особо высокой точности с размером стола 1 000 Х 1 6000 и 1 400 х 2 240 мм.